# 시드 배럿
로저 키스 "시드" 배럿(영어: Roger Keith "Syd" Barrett, 1946년 1월 6일 ~ 2006년 7월 7일)은 영국의 음악가이다. 1965년 록 밴드 핑크 플로이드를 창단했다.
사이키델리아를 그룹의 음악에 도입한다든가 영국 말씨의 창법이라든가 구애됨이 없는 작사법이 그만의 음악성. 핑크 플로이드라는 회명을 지은 것도 그룹 최초의 프론트맨도 그였으며 그룹 초기곡들의 대부분도 그의 손을 거친 것이다. 아울러서 불협화음, 디스토션, 피드백 등 그의 혁신시킨 주법은 여러 음악인에게 영향을 불어넣었다.
배럿이 음악가로서 활약한 것은 고작 10년 남짓이다. 핑크 플로이드에 있으면서 싱글 네 장 및 1967년 《The Piper at the Gates of Dawn》 및 1968년 《A Saucerful of Secrets》의 일부분 및 그 밖의 미출시곡을 남겼다. 1968년 4월 추측되기로 정신병 및 마약의 남용으로 다른 단원들에 의해 그룹에서 쫓겨난다. 이래 1969년 자잘한 솔로 활동을 하면서 싱글 〈Octopus〉를 발표하고, 1970년 《The Madcap Laughs》 및 《Barrett》의 정규 앨범 두 장을 핑크 플로이드의 조력을 입어가면서 만들었다.
1972년 배럿은 음악을 완전히 집어치우고 민간으로 돌아가 죽을 때까지 사생활을 엄중히 지키면서 살았다. 그동안 한 것은 도화와 원예였다. 그가 나온 뒤로 핑크 플로이드는 배럿을 기려 여러 종의 곡들을 지었는데 그중 대표되는 것으로 1975년 조곡 〈Shine On You Crazy Diamond〉나 1979년 록 오페라 《The Wall》이 있다. 1988년 EMI에서 배럿의 동의를 구해 그의 미출시곡 및 아웃테이크를 모아 출시했다(《Opel》). 2006년 췌장암으로 사망하였다.

## 음반

### 핑크 플로이드
- The Piper at the Gates of Dawn - 1967년
- A Saucerful of Secrets - 1968년

### 솔로
- The Madcap Laughs - 1970년
- Barrett - 1970년